# Dichotomius laevicollis
Dichotomius laevicollis là một loài bọ cánh cứng trong họ Bọ hung (Scarabaeidae).